# 왕회
왕회(王恢, ? ~ 기원전 134년)는 전한 중기의 관료로, 연국 사람이다. 여러 차례 변방의 관리를 지낸 적이 있어서 흉노의 사정을 잘 아는 자였다.

## 행적
건원 6년(기원전 135년), 민(閩)·동월(東越)이 난리를 일으켰다. 대행 왕회는 대농령 한안국과 함께 진압에 나섰으나, 월에 도착하기 전에 그곳 사람들이 왕을 죽이고 항복하였다.
같은 해, 흉노가 화친을 청하였다. 무제는 대신들에게 의견을 구하였는데, 왕회는 이렇게 말하였다.
| “ | 화친한다 하여도 몇 년 지나지 않아 또 흉노가 약속을 어길 테니, 군대를 일으켜 치는 것이 낫습니다. | ” |

그러나 어사대부 한안국은 화친할 것을 주장하였고, 대신들 가운데 한안국의 의견에 찬성하는 이가 많았기 때문에 무제는 흉노와 화친하였다.
원광 원년(기원전 134년), 왕회는 기어코 섭옹일을 무제에게 보내 흉노를 칠 계책을 바쳤다. 곧 섭옹일은 흉노의 첩자로 들어가 선우를 꾀어내었고, 조정에서는 왕회와 이광·공손하·이식·한안국을 장군으로 삼고 30만 병력을 주어 흉노를 급습하게 하였다. 왕회는 이식·이광과 함께 대나라에서 흉노의 치중대를 치기로 하였다. 그러나 작전이 실패하여 선우는 돌아갔고, 왕회 등의 병력 3만 명은 선우가 작전을 알아차렸다는 소식을 듣고 싸움을 포기하여, 아무도 공을 세우지 못하였다.
무제의 노여움을 산 왕회는 정위에게 넘겨져, 참수형 판결을 받았다. 왕회는 목숨을 부지하려고 승상 전분에게 천 금을 뇌물로 바쳤고, 전분은 감히 무제에게 직접 말하지 못하고 왕태후에게 왕회의 구명을 청원하였다. 곧 왕태후가 무제에게 왕회를 살려주라고 하였으나, 무제는 이렇게 말하였다.
| “ | 처음으로 마읍의 일을 주도한 자는 왕회였고, 때문에 천하의 군사 수십만 명을 동원하여 그의 말대로 움직였습니다. 비록 선우는 잡지 못했더라도 왕회가 치중대를 쳤다면 자못 소득이 있었을 테고, 그로써 사대부들을 위로할 수 있었을 겁니다. 지금 왕회를 죽이지 않으면, 천하에 사과할 방법이 없습니다. | ” |

왕회는 이 말을 듣고 스스로 목숨을 끊었다.

## 출전
- 사마천, 《사기》 권108 한장유열전

| 전임 과기 | 전한의 대행령 기원전 136년 ~ 기원전 134년 | 후임 구 |